# شهرستان پانتوتوک (میسیسیپی)
شهرستان پانتوتوک، میسیسیپی (به انگلیسی: Pontotoc County, Mississippi) یک سکونتگاه مسکونی در ایالات متحده آمریکا است که در ایالت میسیسیپی واقع شده‌است.